# Prexaspes brevipennis
Prexaspes brevipennis är en insektsart som först beskrevs av Hermann Burmeister 1838.  Prexaspes brevipennis ingår i släktet Prexaspes och familjen Pseudophasmatidae. Inga underarter finns listade i Catalogue of Life.